# مقراب هاينريش هرتز دون الميليمتري
مقراب هاينريش هرتز دون الميليمتري (ملاحظة 1) (أو اختصاراً المقراب دون الميليمتري) هو مقراب راديوي عامل بأطوال موجة دون الميليمتر يقع على جبل غراهام Mount Graham في ولاية أريزونا الأمريكية.
انتهى بناء هذا المقراب في سنة 1993، ويتولى إدارته جامعة أريزونا إلى جانب مرصد ستيوارد.